# Нюнежская
Нюнежская — нежилая деревня в Шенкурском районе Архангельской области. Входит в состав муниципального образования «Федорогорское».

## География
Деревня расположена в южной части Архангельской области, в таёжной зоне, в пределах северной части Русской равнины, в 21 километре на юг от города Шенкурска, на правом берегу реки Нюнега, при впадении её в Вагу. Ближайшие населённые пункты: на западе, на противоположном берегу Ваги, посёлок Шелашский.
Часовой пояс
Нюнежская, как и вся Архангельская область, находится в часовой зоне МСК (московское время). Смещение применяемого времени относительно UTC составляет +3:00.

## Население
| 2002 | 2010 | 2012 |
| ---- | ---- | ---- |
| 0    | →0   | →0   |

## Достопримечательности
Церковь Илии Пророка  Объект культурного наследия № 2900001382  — деревянная церковь, построенная в 1901 году вместо обветшавшей часовни. Представляет собой  четверик с алтарём и притвором, над которым установлена звонница. В 2014 году начались работы по консервации и реставрации церкви силами благотворительного фонда «Вереница».

## История
Указана в «Списке населённых мест по сведениям 1859 года» в составе Шенкурского уезда(1-го стана) Архангельской губернии под номером «1975» как «Нюнега». Насчитывала 8 дворов, 50 жителей мужского пола и 48 женского. Также близ устья реки Нюнега находилось село «Покровское», в котором были расположены церковь и 8 дворов. Население села составляло 65 человек.
В «Списке населенных мест Архангельской губернии к 1905 году» деревня Нюнегское насчитывает 22 двора, 87 мужчин и 72 женщины. В административном отношении деревня входила в состав Шелашского сельского общества Устьпаденьгской волости.
На 1 мая 1922 года в поселении 30 дворов, 67 мужчин и 84 женщины.